# 蔡道基
蔡道基（1935年6月1日—），浙江温岭人，环境毒理学家、环境化学家。1957年毕业于南京农学院。担任环保部南京环境科学所研究员，主要从事农用化学品对生态环境影响研究。2001年当选中国工程院院士。
2011年获得“消除持久性有机污染物杰出贡献奖”。

## 头衔
- “土壤与农业可持续发展”国家重点实验室等三个实验室学术委员会主任
- 2005年成为暨南大学水生态科学研究所名誉所长[2]